# 葉勝男
葉勝男總主教（1941年6月26日—），中華民國籍天主教總主教和聖座榮休大使，現為萊普蒂斯·馬尼亞領銜總教區領銜總主教。曾任梵蒂岡駐阿爾及利亞暨突尼西亞宗座大使。是首位華人/臺灣人聖座大使。

## 簡史

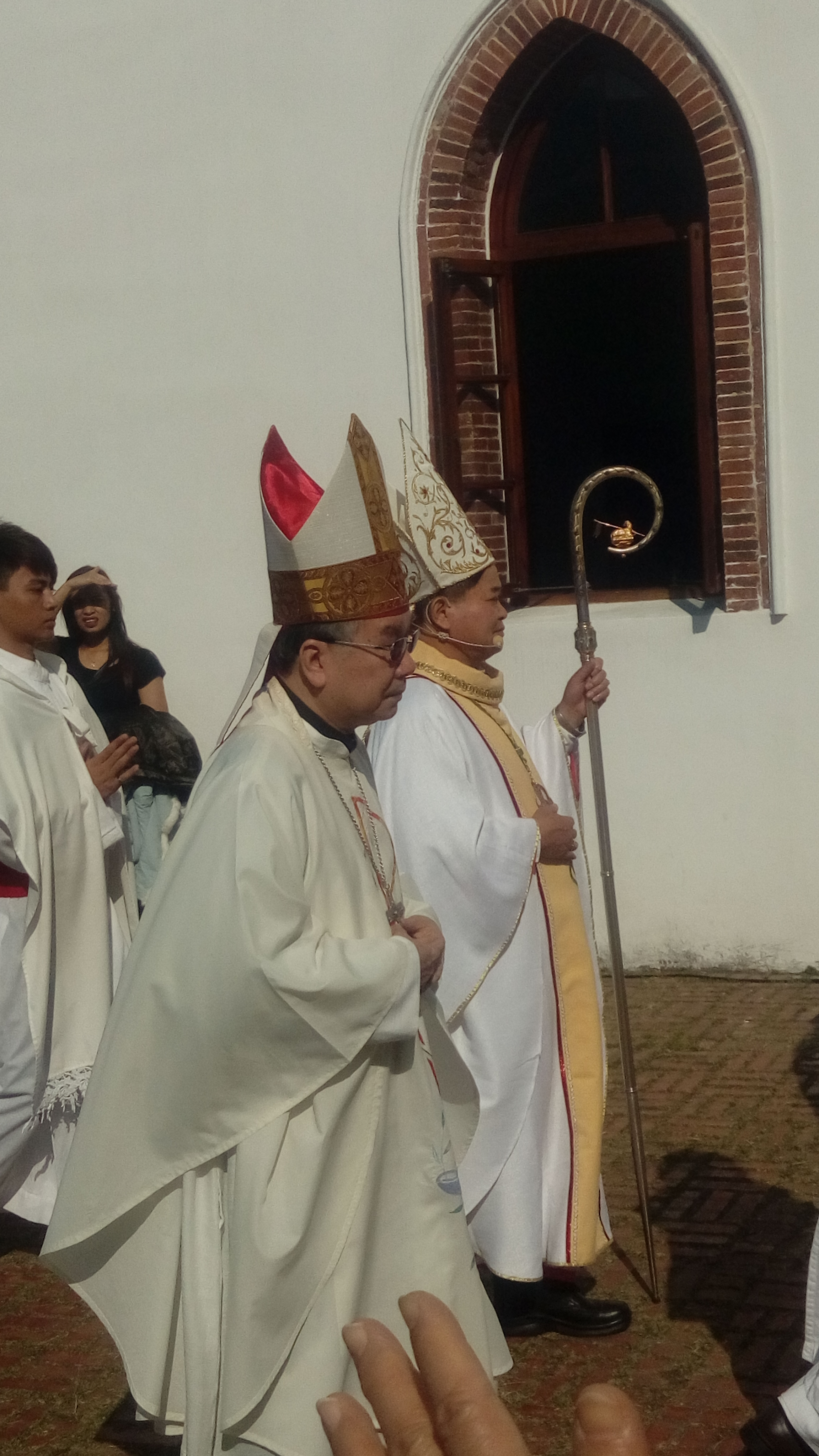
2015年葉勝男總主教參與萬金聖母宗座聖殿堂慶時的側照

1941年6月26日誕生於高雄州，1971年3月27日在台南縣晉鐸為神父。他原有哲學學位，1972年他被送往宗座外交學院學習外交。
1976年3月8日他開始進入聖座的外交界，陸續在尼加拉瓜、斯里蘭卡、贊比亞、阿爾及利亞、伊拉克、澳大利亞、塞內加爾和英國的宗座使節團供職。 1989年3月8日，被任命為宗座大使代辦。
1998年11月10日獲任命為萊普蒂斯·馬尼亞領銜總教區領銜總主教，並同時任命為駐斯里蘭卡宗座大使；於同年12月20日在他當初接受嬰兒領洗時的高雄市玫瑰聖母聖殿主教座堂舉行祝聖禮儀，由天主教宗座促進基督徒合一委員會主席葛錫迪樞機主禮及覆手，共祭者為時任天主教台北總教區羅光總主教和維甘諾總主教（Carlo Maria Viganò）。自2004年4月22日獲任命為駐阿爾及利亞和突尼西亞宗座大使。
現已退休並於台灣屏東孝愛仁愛之家養老。

## 學位
- 羅馬傳信大學哲學博士
- 羅馬拉特朗大學教會法碩士 [5][8]